# Carretera Federal 74
La Carretera Federal 74 es una carretera Mexicana que recorre el estado de Nayarit, inicia en El Tigre donde entronca con la  Carretera Federal 15 y termina en San Blas, tiene una longitud total de 35 km. 
Las carreteras federales de México se designan con números impares para rutas norte-sur y con números pares para las rutas este-oeste. Las designaciones numéricas ascienden hacia el sur de México para las rutas norte-sur y ascienden hacia el Este para las rutas este-oeste. Por lo tanto, la carretera federal 74, debido a su trayectoria de este-oeste, tiene la designación de número par, y por estar ubicada en el Norte de México le corresponde la designación N° 74.

## Trayecto

### Nayarit
- El Tigre – Carretera Federal 15
- Navarrete
- San Blas